# Nyugdíjbiztosítás
A nyugdíjbiztosítás az életpálya pénzügyi tervezésének egyik legfontosabb hagyományos eszköze. Megjelenése a meghosszabbodó várható élettartamnak és a hagyományos társadalmi szövet felbomlásának, valamint a szociális és munkásmozgalmak eredményeinek köszönhető. Számos különféle nyugdíjbiztosítási forma és ezek kombinációjaként számos eltérő nyugdíjrendszer létezik. Ezek közös célja az egyén aktív életpályát követő kereset nélküli éveire jövedelmet biztosítani.

## Változatok
A jellemzően országonként eltérő nyugdíjrendszerek különféle nyugdíjbiztosítási formák kombinációiként írhatóak le. Ezek a következő módokon csoportosíthatóak:
Kötelező vagy önkéntes nyugdíjbiztosítás
Fedezett vagy fedezetlen, másképp biztosításmatematikailag korrekt vagy nem korrekt nyugdíjbiztosítások.
Tőkefedezeti vagy felosztó-kirovó (pay as you go) biztosítások (a felosztó-kirovó biztosítások is lehetnek fedezettek, vagyis rendelkezhetnek tőketartalékkal, az időbeli egyensúly fenntartására)
Állami finanszírozású vagy magán rendszerek.
A fenti szempontok szinte tetszőleges kombinációjára van példa a nemzetközi nyugdíjrendszerekben.
Fontos megkülönböztetni még befizetéssel meghatározott (defined contribution, DC) avagy szolgáltatással meghatározott (defined benefit, DB) nyugdíjbiztosításokat.

## Rövid történet
[Az első nyugdíjbiztosítások hagyományosan tőkefedezeti biztosításokként jöttek létre a 19. század végén, vagyis a biztosítottak az életpályájuk alatt felhalmozott és befektetett tartalékok hozamából jutottak nyugdíjjáradékhoz.]

### Magyar nyugdíjrendszerek
Négy korszakra bontható a magyarországi nyugdíjrendszerek története: 
1. A kötelező nyugdíjbiztosítás előtt is léteztek már különféle nyugdíjbiztosítások, például az 1912. évi LXV. törvény által bevezetett, költségvetésből finanszírozott köztisztviselői nyugdíjbiztosítás.
2. Az 1928. évi XL. törvény vezette be Magyarországon a kötelező öregségi, rokkantsági és hátramaradotti (árva-, özvegyi) nyugellátást illetve járadékot. A rendszer nem érte el az érettség fokát, a 15 éves várakozási idő letelte a legtöbb biztosított számára már túlmutatott a második világháború végén. A biztosítási járulék mértéke 5% volt, a nyugdíjkorhatár 65 év, és a rendszer tőkefedezeti biztosításként jött létre. VÁLTOZÁSOK, VITÁK A TB-NYUGDÍJRENDSZERBEN 1929–1945 KÖZÖTT A biztosítottak körét 1928 és 1945 között többször bővítették: 1944-ben kiterjesztették a háztartási alkalmazottakra, de tényleges kifizetésre nem került sor; 1939-ben bővült a jogosult köztisztviselői kör; legjelentősebb azonban a gazdasági munkavállalók öregségi biztosításának létrejötte.(Szabó Sándorné Csemniczki Katalin közgazdász tanulmányából idézve)
3. A második világháború után a fedezeti tartalékok megsemmisülése miatt folytathatatlan volt a korábbi nyugdíjrendszer,(mert 1944-ben a Sztójay-kormány megalapozatlan jogkiterjesztéseket hajtott végre: a korhatárt 60 évre szállította le, a törzsjáradék összegét a négyszeresére emelte, a tartalékokat felhasználták a fegyverkezéshez!) jogosultságok elismerésével hozták létre a nem fedezett, állami, felosztó-kirovó nyugdíjrendszert, mely fokozatosan, a hetvenes évekre érett be, vagyis ekkorra vált a népesség egésze (saját vagy hozzátartozói jogon) érvényes nyugdíjigérvénnyel rendelkező biztosítottá – ehhez az 1975. évi II. törvény egységesítő és kiterjesztő rendelkezései is hozzájárultak.
4. A legújabb magyar nyugdíjrendszert a Bokros-csomag intézkedéseinek idején jóváhagyott 1997. évi reformok vezették be 1998. január 1-ei érvénybe lépéssel, azonban a rendszer beindulási ideje 15 év, 2013-ig a nyugdíjjáradékok döntő többségét kizárólag a korábbi felosztó-kirovó rendszerben indították. A két új pillér mellett további fontos változtatásokat is bevezetett a reform, ilyen például a nyugdíjjövedelmek adókötelessége 2013-tól.

## A mai magyar nyugdíjrendszer elemei
A magyar nyugdíjrendszer három pillérből épül fel. Az első pillér az [http://www.onyf.hu/index.php?lang=HU&Menu_id=19 Archiválva 2005. november 18-i dátummal a Wayback Machine-ben Nyugdíjfolyósító Igazgatóság által folyósított nyugdíj, mely felosztó-kirovó, nem fedezett nyugdíjbiztosítás. A második pillért az 1997-es LXXXI. törvénnyel 1998. január 1-jétől bevezetett kötelező Magánnyugdíjpénztári ág, a harmadik pillért az 1993-as XCVI. törvénnyel bevezetett, és az 1997-es LXXXII. törvénnyel 1998. január 1-jétől újraszabályozott önkéntes nyugdíjpénztári ág képezi, melyek tőkefedezeti magán-nyugdíjbiztosítások. 1998. január elsejétől a 42 évnél fiatalabbak léphettek át az állami nyugdíjrendszerből a kötelező magánpénztári rendszerbe, állami nyugdíjuk 25%-ról lemondva, a pályakezdők pedig automatikusan az új rendszerbe kerültek – ez a szabály több változtatás után ma is fennáll.
A két kötelező pillér illesztése nem sikerült harmonikusan. Az első pillér nem csak öregségi nyugdíjat tartalmaz, míg a második és harmadik pillér jelenlegi formájában tisztán öregségi nyugdíjat ad – ez implicit opciót biztosít a második pillér résztvevőinek, hogy adott esetben visszatérjenek az első pillérbe, és onnan árvajáradékot vagy rokkantnyugdíjat kapjanak. Ezeknek a kiegészítő biztosításoknak a díja jelenleg nem pontosan számontartott, ezért sem lehetséges a két pillér harmonikus illesztése. 2012-ben  szinte az összes magánynyugdíjpénztár megszűnt a kedvezőtlen és fenyegető állami törvények miatt, miszerint aki magánnyugdíjpénztári tag marad, az nem számíthat ezután állami nyugdíjrészre.
2013-ban az addig magántőkealapokba nyugdíjjárulékot fizető emberek féltve addig összegyűjtött forintjaikat, kényszerűségből visszaléptek az "állami" nyugdíjpénztárba, elveszítve rendelkezésüket addigi pénzük fölött, ami több mint 3000 milliárd forintot tett ki. Bevételként beolvadva az állami költségvetésbe azóta már felélte az állam.
A szociális ellátásokhoz és a közmunkabérhez hasonlóan az időskori és egyéb nyugdíjszerű járadékok összege mérsékelt ütemű korrelációval követi az inflációt. A kormány 2001-2010 között az összegek számításánál az infláció mellett felerészben az átlagbér növekedését is figyelembe vette. A nyugdíjak reálértékének csökkenését enyhítő nyugdíjprémiumot és 13. havi nyugdíjat az éves GDP, a nyugdíjkorrekciót pedig az infláció éves növekedésének függvényében hagyja jóvá.

## Biztosításmatematikai háttér
Az öregségi nyugdíjbiztosítás aktuáriusi szempontból egy járadékbiztosítás vagy életjáradék: a biztosított élete végéig fizetett rendszeres (általában havi) kifizetések sorozata. Számítása ilyenként a kihalási rendből kommutációs függvények segítségével lehetséges. Lehetséges több életre szóló járadékként vagy bizonyos fix idővel kiegészített (például legalább öt évig, vagy halál után további öt évig) való folyósítás is.
Az árvasági és rokkantnyugdíj számításához halálozási valószínűségek mellett hátramaradási valószínűségek, illetve a megrokkanási valószínűségek figyelembevételére van szükség.
A nyugdíjbiztosításnak vannak sajátosságai, ilyen a meghosszabbodó élettartamokból fakadó demográfiai kockázat (longevity risk), ezt a halandósági tábla módosításával vagy alacsony technikai kamattal számolva lehet kezelni. Az infláció követése további nehézségeket okoz a számításoknál, a munkabér-indexált nyugdíjbiztosítás még ennél is több fejtörést okoz, jellemzően nem is nyújtanak ilyet magánbiztosításban.
További jellegzetessége a biztosítások között, hogy nincs visszavásárlási értéke: egy elindított életjáradékot nem lehet tőkeértékére visszaváltani, a nyilvánvaló morális kockázatok miatt.
A nyugdíjbiztosításnak jellemzően van egy tőkefelhalomozási szakasza is, mely nem szükségszerűen biztosítási jellegű. A mai magyarországi rendszerben az egyéni tőkeszámlák között nincs átcsoportosítás (kockázatközösség), ugyanis a rendszerből kiválók (az ország elhagyása, vagy nyugdíjazás előtti elhalálozás, esetleg a megtakarítások felvétele miatt) megtakarításaikat kiveszik a rendszerből.

## Nyugdíj-biztosítási változások, 2015
Szigorították a nyugdíjbiztosítások körét: csak azok a biztosítások tekinthetők ez évtől nyugdíjbiztosításnak amelyekben a következő négy elem megtalálható: halál, egészségkárosodás, nyugdíjba vonulás, nyugdíjkorhatár elérése együttesen megtalálható és más kockázati körökre nem terjed ki.

## Nyugdíj-biztosítási változások, 2017
Nyugdíjbiztosítással kapcsolatban kedvezményre az adóévi, december 31-ig beérkezett befizetések alapján lehet jogosultságot szerezni. Mindazon összeg tekintetében, amely adott év december 31-ig beérkezett a biztosító számlájára, a befizető akkor is kedvezményre jogosult, ha az összeget csupán az adóév december 31-ét követően írják jóvá.